# Kwanza
Kwanza – jednostka walutowa Angoli. 1 kwanza to 100 centymów.
W okresie 1977–1999 kwanza dzieliła się na 100 lwei.
Kwanza jest walutą słabą (miękką) i tym samym obowiązuje zakaz wywożenia jej z terytorium Angoli.